# Jillian Bach
Jillian Bach, nata Jillian Rosenbach (Palm Beach Gardens, 27 aprile 1973), è un'attrice statunitense.

## Filmografia parziale

### Cinema
- American Pie, regia di Paul Weitz (1999)
- The Uninvited, regia di Bob Badway (2008)
- Julie & Julia, regia di Nora Ephron (2009)

### Televisione
- Due ragazzi e una ragazza (Two Guys and a Girl) - serie TV, 31 episodi (1999-2001)
- X-Files - serie TV, episodio 6x18 (1999)
- E.R. - Medici in prima linea (ER) - serie TV,  5 episodi (2004-2006)
- Una mamma per amica (Gilmore Girls) - serie TV, episodio 6x05 (2005)
- Courting Alex - serie TV, 11 episodi (2006)
- Grey's Anatomy - serie TV, episodio 3x06 (2006)
- NCIS - Unità anticrimine (NCIS) - serie TV, episodio 7x19 (2010)
- Bones - serie TV, episodio 5x20 (2010)
- Ghost Whisperer - serie TV, episodio 5x11 (2010)
- The Mentalist - serie TV, 6 episodi (2011-2012)
- Private Practice - serie TV, episodio 6x01 (2012)

## Doppiatrici italiane
Nelle versioni in italiano delle opere in cui ha recitato, Jillian Bach è stata doppiata da:
- Anna Cugini in Courting Alex
- Daniela Abbruzzese in NCIS - Unità anticrimine
- Rossella Acerbo in The Mentalist
- Roberta De Roberto in Private Practice